# Ахмедов, Закир Бекир оглы
Закир Бекир оглы Ахмедов (азерб. Zakir Bəkir oğlu Əhmədov; 9 июня 1932, Мамайлы, Куткашенский район — 26 июня 2010, Гаджыбабалы) — советский азербайджанский рисовод, Герой Социалистического Труда (1949).

## Биография
Родился 9 июня 1932 года в селе Мамайлы Куткашенского района Азербайджанской ССР (ныне Габалинский район).
В 1948—1971 годах колхозник, звеньевой, бригадир и агроном

 в колхозах имени Азизбекова, имени Али Байрамова и имени Куйбышева, председатель исполкома Гаджаллинского сельского Совета депутатов трудящихся. С 1972 года трудится в Гаджаллинском пункте приёма коконов шелкопряда. В 1948 году получил урожай риса 61,5 центнер с гектара на площади 5 гектаров.
Указом Президиума Верховного Совета СССР от 1 июля 1949 года за получение в 1948 году высоких урожаев риса Ахмедов Закир Бекир оглы присвоено звание Героя Социалистического Труда с вручением ордена Ленина и золотой медали «Серп и Молот».
Активно участвовал в общественной жизни Азербайджана. Член КПСС с 1954 года.
С 2002 года президентский пенсионер. 
26 июня 2010 года умер в селе Гаджыбабалы Имишлинского района.